# Benjamín Laterza
Benjamín Laterza (Asunción, 28 de junio de 1909-7 de abril de 2001) fue un futbolista y entrenador paraguayo. Se desempeñaba como delantero y su primer club fue Cerro Porteño. Integró la selección de fútbol de Paraguay, primeramente como futbolista y luego como entrenador.

## Trayectoria

### Como jugador
Laterza inició su carrera futbolística en Cerro Porteño en 1931. Con el inicio de la guerra del Chaco, emigró a Argentina, donde jugó para Colón en 1933. En 1934, fue transferido a River Plate, convirtiéndose en el primer futbolista paraguayo en vestir la camiseta del equipo de Núñez. Al año siguiente, fichó por Racing de Avellaneda. En 1936, se unió a Unión de Santa Fe, participando en la Liga Santafesina de Fútbol.

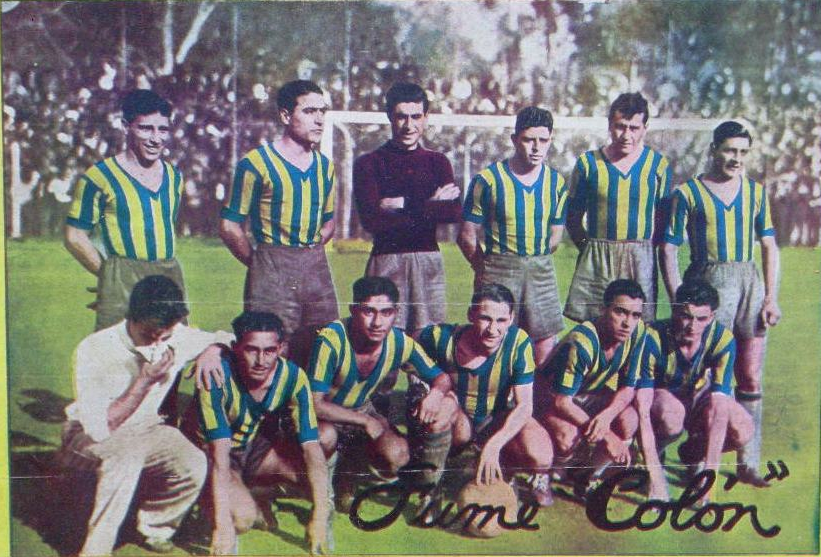
El plantel titular de Rosario Central en 1937. Parados (de izquierda a derecha): Rafael Luongo, Justo Lescano, Pedro Aráiz, Ignacio Díaz, Germán Gaitán y Alberto Espeche. Sentados (de izquierda a derecha): Rosario Gómez, Ricardo Cisterna, Benjamín Laterza, Salvador Laporta y Aníbal Maffei.

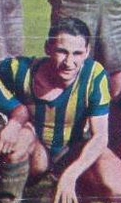
Laterza con Rosario Central.

En 1937, se trasladó a Rosario Central, donde el equipo aún competía en los torneos de la Asociación Rosarina de Fútbol. Ese año, Rosario Central logró un doblete de títulos al ganar el Campeonato de Primera División Rosarina y el Torneo Ivancich. Laterza mostró una gran efectividad goleadora, anotando 12 goles en 11 partidos del campeonato, incluyendo uno en el clásico rosarino contra Newell's Old Boys el 23 de mayo, que terminó 2-0 a favor de Central. En el Torneo Ivancich, convirtió tres goles en ocho partidos. En el equipo dirigido por Natalio Molinari, compartió la delantera con jugadores como Luis Amaya, Ricardo Cisterna, Rosario Gómez, Salvador Laporta, Aníbal Maffei y Juan Cerro.
En 1938, retornó a Paraguay para jugar y entrenar en Cerro Porteño, con el que ganó tres títulos de Primera División de Paraguay en 1939, 1940 (donde fue jugador y entrenador) y 1941 (solo como jugador). En esta última temporada, fue el máximo goleador del torneo con 18 tantos, honor que compartió con Fabio Baudo Franco de Nacional. Laterza cerró su carrera en 1945 jugando para Guaraní.

### Como entrenador
Como entrenador, Laterza desarrolló una amplia trayectoria, dirigiendo numerosos clubes paraguayos y la selección nacional. Se hizo famoso por su estrategia basada en un cerrojo defensivo que neutralizaba los avances rivales y aprovechaba el contragolpe con efectividad. Sus ideas tácticas quedaron plasmadas en su libro El elemento tiempo, publicado en 1971.
Su primera intervención como director técnico ocurrió mientras aún era futbolista; en 1940 condujo a Cerro Porteño al título del Campeonato Paraguayo, desempeñando la doble función de jugador y entrenador.
Tras retirarse como jugador, Laterza obtuvo dos títulos de Segunda División: en 1959 con Atlético Tembetary y en 1969 con el Club Silvio Pettirossi. Además, se consagró campeón en el Campeonato Nacional de Interligas al dirigir al seleccionado de la Liga Villetana en 1957.
Entre los clubes que entrenó se encuentran Sportivo Luqueño, Sol de América, Libertad, Presidente Hayes, Atlántida, Rubio Ñu, Sportivo San Lorenzo, Fernando de la Mora, Independiente de Piribebuy y Olimpia de Itá. Además de su primera experiencia, Laterza fue director técnico de Cerro Porteño en otras cinco ocasiones.
También dirigió diversas selecciones liguistas, como la chaqueña, la misionera, la piribebuyense y la santaniana.

## Selección nacional

### Como jugador
Laterza integró la selección de fútbol de Paraguay en seis oportunidades como futbolista, registrando una anotación. Todas sus participaciones se dieron en diversas ediciones de la Copa Rosa Chevallier Boutell, competición en la que la selección paraguaya enfrentaba a su contraparte, Argentina. Su gol fue anotado en el encuentro disputado el 9 de julio de 1931, cuyo marcador final fue 3-1 a favor de Argentina.

#### Partidos como futbolista en la selección
| Fecha                 | Torneo                            | Estadio                         | Rival     | Resultado | Goles |
| --------------------- | --------------------------------- | ------------------------------- | --------- | --------- | ----- |
| 4 de julio de 1931    | Copa Rosa Chevallier Boutell 1931 | Sportivo Barracas, Buenos Aires | Argentina | 1-1       | 0     |
| 9 de julio de 1931    | Copa Rosa Chevallier Boutell 1931 | Sportivo Barracas, Buenos Aires | Argentina | 1-3       | 1     |
| 14 de agosto de 1939  | Copa Rosa Chevallier Boutell 1939 | Puerto Sajonia, Asunción        | Argentina | 0-1       | 0     |
| 16 de agosto de 1939  | Copa Rosa Chevallier Boutell 1939 | Puerto Sajonia, Asunción        | Argentina | 2-2       | 0     |
| 18 de febrero de 1940 | Copa Rosa Chevallier Boutell 1940 | Independiente, Avellaneda       | Argentina | 1-3       | 0     |
| 25 de febrero de 1940 | Copa Rosa Chevallier Boutell 1940 | River Plate, Buenos Aires       | Argentina | 0-4       | 0     |

### Como entrenador
Se hizo cargo del elenco nacional por primera vez en 1956; en el año del cincuentenario de la Liga Paraguaya enfrentó a Brasil por la Copa Oswaldo Cruz, a Argentina por la Copa Rosa Chevallier Boutell y a Uruguay en un encuentro amistoso.
En 1959 tuvo una segunda etapa, conduciendo al conjunto guaraní durante el Campeonato Sudamericano 1959 Extra de Ecuador, finalizando en el quinto y último puesto del torneo.
Entrenó nuevamente a Paraguay en 1962, cayendo en dos partidos ante Bolivia, ambos como visitante y válidos por la Copa Paz del Chaco.
En 1970 se hizo cargo por última vez del equipo mayor en un amistoso ante la Brasil en el Maracaná y que finalizó 0-0.
Durante 1971 condujo a la selección de fútbol sub-20 de Paraguay en el Campeonato Sudamericano, denominado Juventud de América. El mismo tuvo sede en Paraguay y el elenco de Laterza se alzó con el primer y hasta ahora único título de la selección paraguaya en juveniles. En la final empató 1-1 con Uruguay, logrando el campeonato merced a la mejor diferencia de gol obtenida en la semifinal.

#### Partidos dirigiendo a la selección absoluta de Paraguay
| Fecha                   | Torneo                            | Estadio                    | Rival     | Resultado |
| ----------------------- | --------------------------------- | -------------------------- | --------- | --------- |
| 12 de junio de 1956     | Copa Oswaldo Cruz                 | Libertad, Asunción         | Brasil    | 0-2       |
| 17 de junio de 1956     | Copa Oswaldo Cruz                 | Libertad, Asunción         | Brasil    | 2-5       |
| 15 de julio de 1956     | Partido amistoso                  | Asunción                   | Uruguay   | 2-2       |
| 15 de agosto de 1956    | Copa Rosa Chevallier Boutell 1956 | Puerto Sajonia, Asunción   | Argentina | 0-1       |
| 5 de diciembre de 1959  | Sudamericano 1959 Extra           | Modelo, Guayaquil          | Brasil    | 2-3       |
| 9 de diciembre de 1959  | Sudamericano 1959 Extra           | Modelo, Guayaquil          | Argentina | 2-4       |
| 22 de diciembre de 1959 | Sudamericano 1959 Extra           | Modelo, Guayaquil          | Uruguay   | 1-1       |
| 25 de diciembre de 1959 | Sudamericano 1959 Extra           | Modelo, Guayaquil          | Ecuador   | 1-3       |
| 10 de agosto de 1962    | Copa Paz del Chaco                | Félix Capriles, Cochabamba | Bolivia   | 1-3       |
| 12 de agosto de 1962    | Copa Paz del Chaco                | Hernando Siles, La Paz     | Bolivia   | 2-3       |
| 12 de abril de 1970     | Partido amistoso                  | Maracaná. Río de Janeiro   | Brasil    | 0-0       |

#### Partidos en el Campeonato Sudamericano Sub-20 de 1971
| Fecha               | Instancia     | Sede     | Rival   | Resultado |
| ------------------- | ------------- | -------- | ------- | --------- |
| 7 de marzo de 1971  | Primera ronda | Asunción | Bolivia | 3-1       |
| 13 de marzo de 1971 | Primera ronda | Asunción | Chile   | 1-1       |
| 18 de marzo de 1971 | Primera ronda | Asunción | Uruguay | 2-0       |
| 22 de marzo de 1971 | Primera ronda | Asunción | Perú    | 3-1       |
| 25 de marzo de 1971 | Final         | Asunción | Uruguay | 1-1       |

## Clubes

### Como jugador
| Club              | País      | Año       |
| ----------------- | --------- | --------- |
| Cerro Porteño     | Paraguay  | 1931-1932 |
| Colón             | Argentina | 1933      |
| River Plate       | Argentina | 1934      |
| Racing Club       | Argentina | 1935      |
| Unión de Santa Fe | Argentina | 1936      |
| Rosario Central   | Argentina | 1937      |
| Cerro Porteño     | Paraguay  | 1938-1943 |
| Sporting Tabaco   | Perú      | 1944      |
| Guaraní           | Paraguay  | 1945      |

## Palmarés

### Como jugador

#### Títulos regionales
| Título                     | Club              | Región                | Año  |
| -------------------------- | ----------------- | --------------------- | ---- |
| Liga Santafesina de Fútbol | Unión de Santa Fe | Provincia de Santa Fe | 1936 |
| Primera División rosarina  | Rosario Central   | Provincia de Santa Fe | 1937 |
| Torneo Ivancich            | Rosario Central   | Provincia de Santa Fe | 1937 |

#### Títulos nacionales
| Título           | Club          | País     | Año  |
| ---------------- | ------------- | -------- | ---- |
| Primera División | Cerro Porteño | Paraguay | 1939 |
| Primera División | Cerro Porteño | Paraguay | 1940 |
| Primera División | Cerro Porteño | Paraguay | 1941 |

### Como entrenador

#### Títulos nacionales
| Título                         | Club               | País     | Año  |
| ------------------------------ | ------------------ | -------- | ---- |
| Primera División               | Cerro Porteño      | Paraguay | 1940 |
| Campeonato Nacional Interligas | Liga Villetana     | Paraguay | 1957 |
| Segunda División               | Atlético Tembetary | Paraguay | 1959 |
| Segunda División               | Silvio Pettirossi  | Paraguay | 1969 |

#### Títulos internacionales
| Título                  | Equipo          | Sede     | Año  |
| ----------------------- | --------------- | -------- | ---- |
| Campeonato Sudamericano | Paraguay Sub-20 | Asunción | 1971 |

## Distinciones individuales

### Como jugador
| Distinción                                              | Año  |
| ------------------------------------------------------- | ---- |
| Máximo goleador del Campeonato Paraguayo de Fútbol 1941 | 1941 |